# Torsten Sandelin
Karl Viktor Torsten Sandelin (Pohjanmaa, Maalahti, 1887. szeptember 28. – Helsinki, 1950. május 8.) olimpiai bronzérmes finn tornász, vitorlázó.
Az 1908. évi nyári olimpiai játékokon indult, és mint tornász versenyzett. Csapat összetettben bronzérmes lett.
Az 1912. évi nyári olimpiai játékokon is indult, de mint vitorlázó versenyzett. Egy versenyszámban indult és nem szerzett érmet.